# 16e corps d'armée (Ukraine)
Pour les articles homonymes, voir 16e corps d'armée.
Le 16e corps d'armée (en ukrainien : 16-й армійський корпус) est une grande unité des forces terrestres ukrainiennes.

## Histoire
Le 16e corps d'armée est une unité militaire formée dans le cadre des réformes de réorganisation émises par Volodymyr Zelensky début 2025. Ces réformes visent à améliorer les structures de commandement et la préparation opérationnelle dans le contexte des conflits en cours,.
Le corps d'armée est responsable du secteur de combat de l'oblast de Kharkiv remplaçant le groupe tactique opérationnel Kharkiv. Le cœur du corps d'armée est formé à partir du QG de la 92e brigade d'assaut. 

## Structure
En 2025, la structure de l'unité est la suivante :
- 16e corps d'armée
  - QG du corps d'armée
  -  3e brigade mécanisée lourde
  -  42e brigade mécanisée
  -  57e brigade d'infanterie motorisée
  -  58e brigade d'infanterie motorisée
  -  92e brigade d'assaut
  -  113e brigade de défense territoriale
  -  91e bataillon antichar